# Dimitri Yachvili
Dimitri Yachvili (Brive-la-Gaillarde, 19 settembre 1980) è un ex rugbista a 15 e opinionista francese, in carriera mediano di mischia di Biarritz e Gloucester e finalista alla Coppa del Mondo 2011.

## Biografia
Francese di origini georgiane per ramo paterno (suo nonno fu un soldato sovietico durante la seconda guerra mondiale, e sfuggì ai tedeschi per unirsi alla Resistenza francese), Dimitri Yachvili è figlio del rugbista Michel e fratello di Grégoire e Charles-Édouard, entrambi rugbisti rappresentanti la Georgia.
Benché figlio di rugbista, Dimitri Yachvili inizialmente si formò nel calcio al Nizza, club della città dove suo padre Michel, fuori dal campo ispettore di polizia, era stato trasferito: a otto anni infatti entrò nelle giovanili di tale club, in cui evolvette come ala sinistra; tornato a Brive-la-Gaillarde entrò nelle giovanili del Brive e, successivamente fu a Parigi per studio ed entrò nel P.U.C. che gli diede occasione di giocare con continuità; da lì passò in Premiership inglese nelle file del Gloucester per una stagione.
Nel 2002 rientrò in Francia nel Biarritz con cui si laureò, nei suoi 12 anni al club, campione nazionale due volte fino al ritiro nel 2014
Esordì in nazionale francese nel corso dei test di fine anno 2002 contro il Canada e prese successivamente parte nel 2003 al suo primo torneo del Sei Nazioni, del quale disputò tutte le edizioni a seguire fino al 2012 a parte quella del 2009, con quattro vittorie finali nel 2004 (con il Grande Slam), 2006, 2007 e 2010 (di nuovo con lo Slam).
Ancora a livello internazionale, si classificò quarto con la Francia alla Coppa del Mondo 2003 in Australia e fu finalista a quella del 2011 in Nuova Zelanda; il suo ultimo incontro per la Francia fu la partita di chiusura del Sei Nazioni 2012 contro il Galles: al momento del suo ritiro internazionale dopo 61 incontri era il secondo miglior marcatore per i Bleus con 373 punti dopo Christophe Lamaison (che successivamente perse tale primato a opera di Frédéric Michalak); al 2020 è quindi il terzo miglior realizzatore di punti della storia della nazionale francese.
Dopo il termine della carriera sportiva è divenuto commentatore sportivo, inizialmente per la catena BeIn Sports e, dal 2019, per France TV.

## Palmarès
- Campionati francesi: 2
Biarritz: 2004-05; 2005-06
- Challenge Cup: 1
Biarritz: 2011-12